# Kotochalia viulleti
Kotochalia viulleti är en fjärilsart som beskrevs av Charles Oberthür 1909. Kotochalia viulleti ingår i släktet Kotochalia och familjen säckspinnare. Inga underarter finns listade i Catalogue of Life.